# 毛叶钝萼铁线莲
毛叶钝萼铁线莲（学名：Clematis peterae var. mollis）为毛茛科铁线莲属下的一个变种。

## 扩展阅读
- 維基物種上的相關：毛叶钝萼铁线莲